# Travsäsongen i Sverige 2017
Följande är statistik över travsäsongen under året 2017 i Sverige.

## Tränare

### Vinstrikaste
| Tränare            | Starter | Vinstsumma    |
| ------------------ | ------- | ------------- |
| Robert Bergh       | 1 280   | 29 528 294 kr |
| Björn Goop         | 1 121   | 27 000 836 kr |
| Daniel Redén       | 412     | 25 667 548 kr |
| Svante Båth        | 889     | 24 595 255 kr |
| Timo Nurmos        | 614     | 23 274 922 kr |
| Peter Untersteiner | 1 090   | 23 015 855 kr |
| Lutfi Kolgjini     | 969     | 20 609 132 kr |
| Johan Untersteiner | 734     | 20 401 286 kr |
| Jerry Riordan      | 385     | 20 147 268 kr |
| Roger Walmann      | 1 054   | 17 425 061 kr |

### Segerrikaste
| Tränare            | Starter | Antal segrar |
| ------------------ | ------- | ------------ |
| Robert Bergh       | 1 280   | 239          |
| Peter Untersteiner | 1 090   | 211          |
| Björn Goop         | 1 121   | 204          |
| Timo Nurmos        | 614     | 169          |
| Svante Båth        | 889     | 169          |
| Lutfi Kolgjini     | 969     | 147          |
| Johan Untersteiner | 734     | 142          |
| Veijo Heiskanen    | 599     | 116          |
| Jan-Olov Persson   | 488     | 108          |
| Roger Walmann      | 1 054   | 108          |

### Flest V75-segrar
| Tränare            | V75-starter | Antal segrar | Andraplatser | Tredjeplatser |
| ------------------ | ----------- | ------------ | ------------ | ------------- |
| Robert Bergh       | 253         | 37           | 27           | 15            |
| Timo Nurmos        | 165         | 35           | 14           | 16            |
| Lutfi Kolgjini     | 160         | 26           | 12           | 13            |
| Peter Untersteiner | 230         | 26           | 26           | 22            |
| Johan Untersteiner | 117         | 19           | 7            | 15            |
| Daniel Redén       | 80          | 18           | 10           | 9             |
| Björn Goop         | 144         | 15           | 24           | 14            |
| Svante Båth        | 120         | 11           | 12           | 8             |
| Stefan Melander    | 110         | 10           | 13           | 9             |
| Jörgen Westholm    | 129         | 10           | 16           | 10            |

## Kuskar

### Vinstrikaste
| Kusk                 | Starter | Vinstsumma    |
| -------------------- | ------- | ------------- |
| Örjan Kihlström      | 1 403   | 41 353 608 kr |
| Björn Goop           | 1 115   | 34 861 146 kr |
| Ulf Ohlsson          | 2 255   | 33 516 749 kr |
| Christoffer Eriksson | 1 172   | 27 710 644 kr |
| Johan Untersteiner   | 859     | 26 478 861 kr |
| Erik Adielsson       | 922     | 25 197 343 kr |
| Jorma Kontio         | 1 419   | 24 112 092 kr |
| Peter Untersteiner   | 1 131   | 19 458 567 kr |
| Johnny Takter        | 842     | 19 075 205 kr |
| Robert Bergh         | 605     | 12 847 848 kr |

### Segerrikaste
| Kusk                 | Starter | Antal segrar |
| -------------------- | ------- | ------------ |
| Ulf Ohlsson          | 2 255   | 340          |
| Örjan Kihlström      | 1 403   | 233          |
| Björn Goop           | 1 115   | 219          |
| Jorma Kontio         | 1 419   | 211          |
| Peter Untersteiner   | 1 131   | 188          |
| Christoffer Eriksson | 1 172   | 174          |
| Johan Untersteiner   | 859     | 165          |
| Ulf Eriksson         | 1 219   | 146          |
| Carl Johan Jepson    | 1 142   | 134          |
| Erik Adielsson       | 922     | 126          |

### Flest V75-segrar
| Kusk               | V75-starter | Antal segrar | Andraplatser | Tredjeplatser |
| ------------------ | ----------- | ------------ | ------------ | ------------- |
| Örjan Kihlström    | 317         | 39           | 45           | 33            |
| Peter Untersteiner | 189         | 26           | 20           | 16            |
| Björn Goop         | 200         | 25           | 27           | 23            |
| Ulf Ohlsson        | 273         | 25           | 18           | 19            |
| Erik Adielsson     | 237         | 22           | 26           | 24            |
| Johan Untersteiner | 152         | 22           | 12           | 22            |
| Johnny Takter      | 201         | 21           | 24           | 21            |
| Jorma Kontio       | 172         | 21           | 11           | 14            |
| Robert Bergh       | 139         | 20           | 17           | 10            |
| Adrian Kolgjini    | 84          | 12           | 8            | 8             |

## Varmblodiga hästar

### Vinstrikaste
| Häst          | Starter | Vinstsumma   | Tränare            |
| ------------- | ------- | ------------ | ------------------ |
| Twister Bi    | 13      | 9 704 071 kr | Jerry Riordan      |
| Cyber Lane    | 13      | 6 935 500 kr | Johan Untersteiner |
| Propulsion    | 13      | 5 408 030 kr | Daniel Redén       |
| Lionel N.O.   | 13      | 5 233 694 kr | Daniel Redén       |
| Villiam       | 7       | 4 155 000 kr | Timo Nurmos        |
| Diamanten     | 15      | 4 048 660 kr | Robert Bergh       |
| Coin Perdu    | 9       | 3 425 000 kr | Svante Båth        |
| Cash Crowe    | 9       | 3 243 000 kr | Petri Puro         |
| Monark Newmen | 12      | 3 145 940 kr | Fredrik Persson    |
| Ultra Bright  | 10      | 3 040 000 kr | Fredrik Persson    |

### Segerrikaste
| Häst               | Starter | Antal segrar | Tränare            |
| ------------------ | ------- | ------------ | ------------------ |
| Southwind Feji     | 15      | 13           | Pär Hedberg        |
| Cyber Lane         | 13      | 10           | Johan Untersteiner |
| Lucifer Lane       | 17      | 10           | Thomas L. Nilsson  |
| Balfour            | 19      | 10           | Robert Bergh       |
| Diamanten          | 15      | 9            | Robert Bergh       |
| Mack Dragan        | 16      | 9            | Morgan Wilhelmsson |
| Vamp Kronos        | 16      | 9            | Jerry Riordan      |
| Nobel Amok         | 16      | 9            | Robert Bergh       |
| National Prince    | 17      | 9            | Svante Båth        |
| BohemianRhapsodyDE | 22      | 9            | Pekka Korpi        |
| Qahar Q.C.         | 22      | 9            | Catarina Lundström |
| Angle of Attack    | 22      | 9            | Robert Bergh       |

### Flest V75-segrar
| Häst              | V75-starter | Antal segrar | Tränare            |
| ----------------- | ----------- | ------------ | ------------------ |
| Zenit Brick       | 17          | 7            | Timo Nurmos        |
| Cyber Lane        | 6           | 5            | Johan Untersteiner |
| Generaal Bianco   | 8           | 5            | Peter Untersteiner |
| Dante Boko        | 10          | 5            | Lutfi Kolgjini     |
| Readly Express    | 4           | 4            | Timo Nurmos        |
| Cab Hornline      | 8           | 4            | Per Lennartsson    |
| Angle of Attack   | 11          | 4            | Robert Bergh       |
| Nadal Broline     | 12          | 4            | Reijo Liljendahl   |
| On Track Piraten  | 17          | 4            | Hans R. Strömberg  |
| VästerboontheNews | 13          | 3            | Lars Brindeborg    |

## Fadershingstar

### Vinstrikaste
| Fadershingst   | Starter | Vinstsumma    |
| -------------- | ------- | ------------- |
| Muscle Hill    | 1 162   | 38 183 933 kr |
| Ready Cash     | 1 066   | 33 978 588 kr |
| Scarlet Knight | 2 379   | 24 365 193 kr |
| Love You       | 2 219   | 23 527 994 kr |
| Orlando Vici   | 1 856   | 22 051 861 kr |
| Raja Mirchi    | 985     | 21 641 243 kr |
| Varenne        | 751     | 18 788 119 kr |
| From Above     | 1 843   | 16 761 372 kr |
| Maharajah      | 1 005   | 16 379 327 kr |
| Zola Boko      | 1 550   | 16 091 631 kr |

### Segerrikaste
| Fadershingst   | Starter | Antal segrar |
| -------------- | ------- | ------------ |
| Love You       | 2 219   | 290          |
| Scarlet Knight | 2 379   | 268          |
| Orlando Vici   | 1 856   | 244          |
| Muscle Hill    | 1 162   | 230          |
| Ready Cash     | 1 066   | 229          |
| From Above     | 1 843   | 218          |
| Zola Boko      | 1 550   | 193          |
| Dream Vacation | 1 905   | 188          |
| Raja Mirchi    | 985     | 172          |
| Maharajah      | 1 005   | 157          |

### Flest V75-segrar
| Fadershingst   | V75-starter | Antal segrar |
| -------------- | ----------- | ------------ |
| Ready Cash     | 189         | 31           |
| Muscle Hill    | 189         | 24           |
| Scarlet Knight | 216         | 23           |
| From Above     | 151         | 20           |
| Love You       | 223         | 20           |
| Raja Mirchi    | 116         | 18           |
| Yankee Glide   | 114         | 16           |
| Orlando Vici   | 178         | 15           |
| Zola Boko      | 116         | 14           |
| Going Kronos   | 159         | 13           |